# Boruzs Bernát
Boruzs Bernát (Hajdúszoboszló, 1930 – 2025) Ybl-díjas építészmérnök, főépítészeti tervezési tevékenységét a Debreceni Tervező Vállalatnál (Keletterv) végezte.

## Főbb alkotásai
- Debrecen, 24 emeletes lakóház (1967-75)
- Debrecen, Petőfi tér 86 lakásos lakóépület (1962-64)